# Bassus ussuriensis
Bassus ussuriensis är en stekelart som först beskrevs av Telenga 1933.  Bassus ussuriensis ingår i släktet Bassus och familjen bracksteklar. Inga underarter finns listade.